# NGC 334
NGC 334 est une vaste galaxie spirale barrée relativement éloignée et située dans la constellation du Sculpteur.  NGC 334 a été découverte par l'astronome britannique John Herschel en 1834.

## Caractéristiques
Sa vitesse par rapport au fond diffus cosmologique est de 8 967 ± 20 km/s, ce qui correspond à une distance de Hubble de 132,3 ± 9,3 Mpc (∼432 millions d'al).
À ce jour, quatre mesures non basées sur le décalage vers le rouge (redshift) donnent une distance de 108,425 ± 14,622 Mpc (∼354 millions d'al), ce qui est à l'intérieur des valeurs de la distance de Hubble. Notons cependant que c'est avec la valeur moyenne des mesures indépendantes, lorsqu'elles existent, que la base de données NASA/IPAC calcule le diamètre d'une galaxie et qu'en conséquence le diamètre de NGC 334 pourrait être d'environ 65,4 kpc (∼213 000 al) si on utilisait la distance de Hubble pour le calculer.
La classe de luminosité de NGC 334 est II.